# Vanessa (Film)
Vanessa ist ein deutscher Erotikfilm des Regisseurs Hubert Frank aus dem Jahr 1977. In der Titelrolle ist Olivia Pascal zu sehen.

## Handlung
Nach dem Tod ihres Onkels Richard reist die Klosterschülerin Vanessa nach Hongkong, um ihr Erbe anzutreten. Dort erfährt sie, dass es sich dabei um mehrere Bordelle und eine Plantage handelt. Allerdings macht der Plantagenverwalter Adrian ihr das Erbe streitig, indem er behauptet, der uneheliche Sohn des verstorbenen Onkels zu sein. Als Vanessa die Plantage besucht, wird sie fast von Adrian vergewaltigt.
Nachdem Vanessa den Prozess um das Erbe gewonnen hat, verkauft sie die Bordelle und schenkt Adrian, den sie schon entlassen hatte, die Plantage, weil der sie aus den Fängen von Cooper befreit hat, der Vanessa in einem Sadomaso-Gestell gefesselt hatte und sie auspeitschen wollte. Vanessa verlässt Hongkong, um zukünftig in der Schweiz zu leben.

## Hintergrund
Regisseur Hubert Frank erhielt den Regieauftrag kurzfristig durch einen Anruf aus Bangkok, da der ursprünglich vorgesehene Regisseur Siggi Götz unabkömmlich war. Das Drehbuch schrieb Kurt Nachmann unter dem Pseudonym  Joos de Ridder. Als Hauptdarstellerin engagierte Produzent Karl Spiehs die bis dahin unbekannte Arzthelferin Olivia Gerlitzki, aus der er Olivia Pascal machte. Der Film wurde eine der erfolgreichsten Produktionen der Lisa Film, die in London wochenlang in den Kinos lief.
Vanessa wurde in Hongkong, Thailand und im österreichischen Kufstein gedreht. Der Film erhielt seine Freigabe durch die FSK am 19. Oktober 1976 und kam am 11. März 1977 in die deutschen Kinos. Am 28. September 2012 wurde er auf DVD veröffentlicht.

## Kritik
„Geschmäcklerisch-aufwendig ausgestatteter und fotografierter Sexfilm, inhaltsleer und spekulativ.“